# Cobar Sound Chapel
La Cobar Sound Chapel (chapelle sonore de Cobar) est une installation sonore permanente, inaugurée à Cobar, dans le désert de la Nouvelle-Galles du Sud en Australie, en avril 2022. Située à l’intérieur d’un ancien réservoir d'eau de 1901 au milieu du désert, elle a été créée par le compositeur Georges Lentz en collaboration avec l’architecte Glenn Murcutt ; elle sert à la projection permanente du quatuor à cordes digital String Quartet(s) (2000-2022) de Georges Lentz, vaste fresque de 43 heures en son surround, influencée par le paysage et le ciel nocturne australien, par la poésie et l’art visuel de William Blake, la peinture aborigène, le graffiti inscrit dans la tour enrouillée, ainsi que par l’usage de processus de production musicale par IA.